# 新格拉纳达市民起义
新格拉纳达市民起义是1781年3月至10月西班牙美洲殖民地新格拉納達總督轄區发生的一場衝突，衝突雙方是當地民眾和西班牙帝國。
當時西班牙帝國為阻止英國入侵，於是增加税收並提高烟酒价格，結果這引發新格拉納達總督轄區當地民眾不滿。 
1781年3月，索科羅雜貨商曼努埃拉·贝尔特兰撕毁西班牙帝國當局宣布的增加税收和限制烟酒贸易的布告。隨即在胡安·法蘭斯高·伯貝奧的率領下几千名群眾組成武裝向波哥大进军，他們要求取消一切稅收和贸易垄断。6月，西班牙帝國地方當局與起事者签订协定，同意停征新税，废除贸易垄断，并任命胡安·法蘭斯高·伯貝奧为索科羅地方負責人。不過後來新格拉納達總督轄區總督宣布协定无效。何塞·安东尼奥·加兰於是再度領導當地人民反抗西班牙帝國。新格拉納達總督轄區總督立刻派兵鎮壓並將何塞·安东尼奥·加兰處決。1782年10月，新格拉纳达市民起义失败，胡安·法蘭斯高·伯貝奧被撤职。